# فینال‌های ان‌بی‌ای ۲۰۲۳
فینال ان‌بی‌ای ۲۰۲۳ سری مسابقات تعیین قهرمان فصل ۲۰۲۲–۲۰۲۳ اتحادیه ملی بسکتبال (ان‌بی‌ای) و پایان مرحله پلی‌آف فصل بود. در سری مسابقات پلی‌آف که از هفت بازی برتر تشکیل شده بود، دنور ناگتس، قهرمان کنفرانس غرب در پنج بازی میامی هیت، قهرمان کنفرانس شرق را شکست داد و پس از ۴۷ فصل حضور در لیگ ملی بسکتبال، اولین قهرمانی خود در تاریخ این باشگاه را به دست آورد و به دومین تیم سابق اتحادیه بسکتبال آمریکا (ABA) تبدیل شد که عنوان قهرمانی ان‌بی‌ای را کسب می‌کند و به سن آنتونیو اسپرز پیوست. نیکولا یوکیچ از دنور، پس از کسب میانگین ۳۰٫۲ امتیاز، ۱۴٫۰ ریباند، ۷٫۲ پاس منجر به امتیاز و ۱٫۴ بلاک حالی که ۵۸٫۴ درصد از شوت‌هایش را وارد سبد و ۴۲٫۱ درصد را وارد سبد کرده بود، به اتفاق آرا به عنوان باارزش‌ترین بازیکن (MVP) فینال انتخاب شد.
این سری از اول ماه ژوئن آغاز شد و در ۱۲ ژوئن به پایان رسید. این اولین حضور دنور در فینال ان‌بی‌ای بود. تیم میامی هیت به همراه نیویورک نیکس در فینال‌های ان‌بی‌ای ۱۹۹۹، دومین تیم سید No. ۸ بودند (قرار گرفتن در رتبه هشتم جدول فصل عادی) که به فینال رسیدند.